# Мана (гора)
Мана (англ. Mana) — вершина в Гімалаях. Лежить у штаті Уттаракханд, в Індії, близько до кордону з Китаєм. Мана є 92-ю за висотою вершиною Землі. Належить до гірської групи, що включає такі інші важливі гори як-от Мукут-Парбат, Камет, Абі-Гамін i Нанда-Деві.
Першим у світі на вершину Мани ступив британський соло-альпініст Frank Smythe 12 серпня 1937 р.

## Ресурси Інтернету
- Mana [Архівовано 2 травня 2015 у Wayback Machine.]
- Frank S. Smythe: The Valley of Flowers. 1949. online verfügbar auf www.archive.org, abgerufen am 26. Oktober 2011.
- Capt. Malik S. P. MANA PEAK [Архівовано 19 серпня 2014 у Wayback Machine.]